# Festinord
Festinord är en konferens för unga ogifta vuxna (åldrarna 18-30), arrangerad av Jesu Kristi Kyrka av Sista Dagars Heliga. Konferensen hålls en gång om året, antingen i Sverige, Norge, Finland eller Danmark. Fram till 2000 var endast nordiska medborgare välkomna, och deltagarantalet uppgick till några hundra per år. Efter millennieskiftet blev konferensen mer internationell - 2016 deltog 821 personer från 31 länder. Deltagarna behöver inte vara medlemmar i kyrkan, men måste förhålla sig till kyrkans levnadsregler (bland annat kyskhetslagen och visdomsordet).
Konferensen arrangerades för första gången 1966. 2016 firades dess femtioårsjubileum i Handen, Stockholm, något som uppmärksammades av bland annat Wall Street Journal.
Under konferensen deltar de unga vuxna i danser, speeddating, sportarrangemang, workshops, gudstjänster, vittnesbördsmöten, och så vidare.

## Galleri

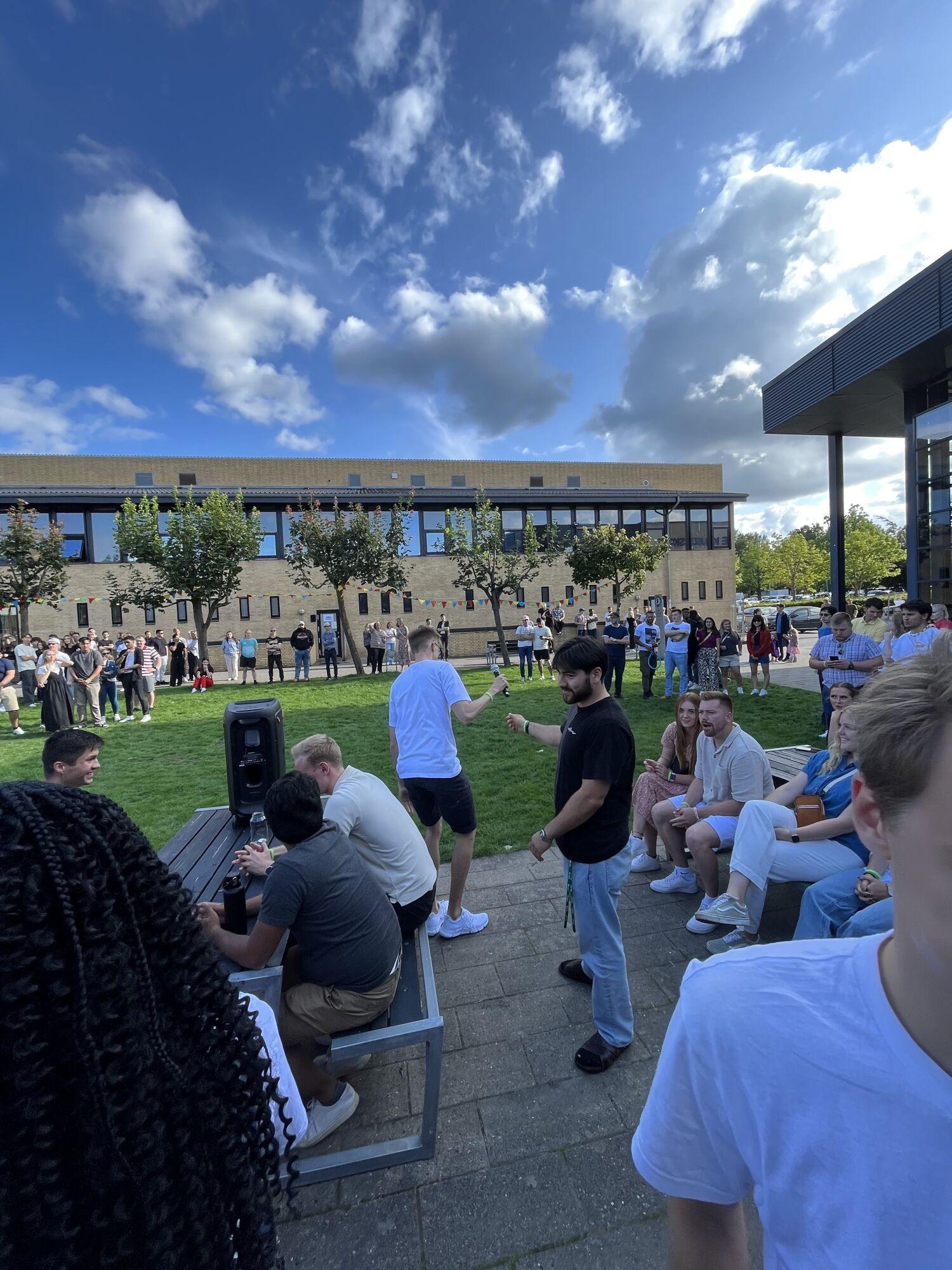
Parken i FestiNords lokal i Köpenhamn år 2023.

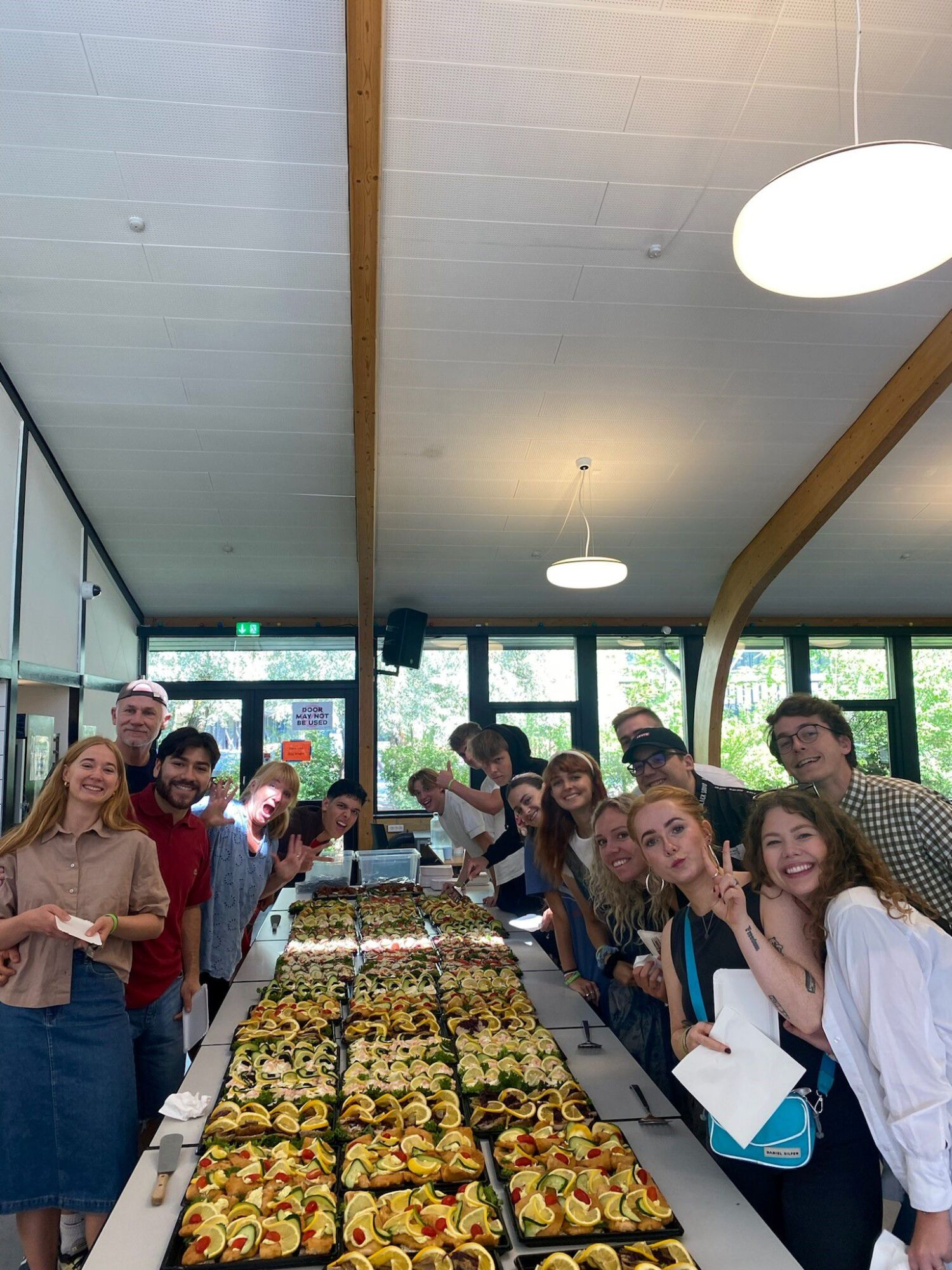
Unga ensamstående vuxna äter smørrebrød, en öppen dansk smörgås, i Köpenhamn, Danmark, under Festinord 2023, som hölls 25-29 juli.